# Plainfaing
Plainfaing – miejscowość i gmina we Francji, w regionie Grand Est, w departamencie Wogezy.
Według danych na rok 1990 gminę zamieszkiwało 1948 osób, a gęstość zaludnienia wynosiła 51 osób/km² (wśród 2335 gmin Lotaryngii Plainfaing plasuje się na 218. miejscu pod względem liczby ludności, natomiast pod względem powierzchni na miejscu 29.).